# Estación de La Puebla
La Puebla  (en mallorquín y según SFM Sa Pobla) es una estación ferroviaria situada en el municipio español homónimo en la isla de Mallorca. En ella concluye el recorrido de la T2 operada por Servicios Ferroviarios de Mallorca y de dicha estación partiría el trazado a Alcudia si fructificara tal proyecto.

## Situación ferroviaria
La estación, que se encuentra a 23 metros de altitud, forma parte de los trazados de las siguientes líneas férreas:
- Línea férrea de ancho métrico Palma-La Puebla, punto kilométrico 46,0.[4] Este kilometraje es el que predomina en la señalización.
- Línea férrea de ancho métrico Son Bordils (Enllaç) a La Puebla, punto kilométrico 13,0.[5]

En ambos casos el trazado es de vía única y está electrificado.

## Historia

### Primeros años
La estación fue inaugurada el 24 de octubre de 1878 con la puesta en marcha del tramo Empalme–La Puebla dentro de la línea Palma de Mallorca - Manacor. Cuando el ferrocarril llegó a La Puebla la estación estaba situada dentro del casco urbano, en la actual plaza del Tren. 
El proyecto de la línea se inició el 4 de octubre de 1876, siendo reivindicado por Ferrocarriles del Centro y Sud-Este de Mallorca, aunque la explotación inicial quedó a cargo de la Compañía de los Ferrocarriles de Mallorca por absorción de la anterior compañía. Ferrocarriles de Mallorca se haría con la totalidad de la red ferroviaria mallorquina a excepción del Ferrocarril de Sóller. Inicialmente el ancho de la vía era de tres pies (914 mm).
En 1902 se instaló la iluminación con acetileno en la estación.  Por motivos militares y dentro del ambiente bélico de la Guerra Civil, el Ejército inició en 1937 la construcción de 14 km de tendido ferroviario de La Puebla al puerto de Alcudia. Las obras serían abandonadas al finalizar el conflicto bélico. Esto ahondaría en uno de los principales defectos de la red de la isla, la falta de apoyo portuario distinto a la capital. En 1941, al no ser la línea de ancho ibérico, la estación no fue nacionalizada y transferida a la recién creada RENFE, sino que pudo conservar su autonomía, al menos durante una década.

### Bajo EFE y FEVE
El 1 de agosto de 1951 las líneas de los Ferrocarriles de Mallorca se nacionalizan y pasan a ser gestionados por Explotación de Ferrocarriles por el Estado (EFE). En 1956 comenzaron a circular los primeros automotores Ferrostaal traídos de Alemania. Fueron cuatro unidades de un solo coche que estuvieron en servicio hasta que fueron destruidas por un incendio diez años más tarde. El patrimonio ferroviario de Ferrocarriles de Mallorca quedó incorporado definitivamente al estado en 1959. EFE inició un proceso de sustitución de la tracción vapor por diésel, que supuso la eliminación de la tracción a vapor, cuyo último servicio aconteció el 12 de diciembre de 1964. Sin embargo, con la creación de FEVE la explotación quedó a cargo de nueva compañía estatal en 1964. El 28 de febrero de 1981 fue clausurado el tramo de Inca a La Puebla por falta de rentabilidad económica, lo que supuso el cierre de esta última estación.

### Bajo SFM
El 31 de marzo de 1994 la gestión de FEVE se traspasa al gobierno balear, por medio de los Serveis Ferroviaris de Mallorca (SFM) fundados el 14 de enero de ese mismo año.
En 1998 el Gobierno de las Islas Baleares inició las obras de reapertura de la línea de tren de Inca a La Puebla, que volvería a ver llegar al ferrocarril el 27 de diciembre de 2000. Con esta reapertura de la línea, el antiguo ancho de tres pies fue reconvertido en ancho métrico (1000 mm) o 3' 32/5". Desde entonces, la estación la gestiona Serveis Ferroviaris de Mallorca (SFM) que explota un total de 77 kilómetros de vías en ancho métrico.
La línea de Empalme a La Puebla completó su electrificación en octubre de 2018, eliminando el trasbordo en Empalme que se venía haciendo para tomar un tren diésel de la serie 61 para llegar La Puebla.

## La estación
De carácter terminal, está localizada en el límite sur de la población, junto a la ronda sur de La Puebla, si bien cuando el ferrocarril llegó al municipio, el 24 de octubre de 1878, la estación estaba situada más al interior del casco urbano de la población, en la actual Plaza del Tren. La estación tuvo en origen el edificio de viajeros, almacén, muelle cubierto de carga y carbonera, cochera, puente giratorio y aguada con un imponente depósito de fundición. 
En 1902 se instaló la iluminación por lámparas de acetileno en la estación. Pronto la estación se quedó pequeña y en 1906, con la modificación del almacén, se tuvieron que ampliar los muelles de carga.
Esta estación dejó de ser operativa cuando FEVE clausuró el tramo de Inca a La Puebla en 1981. Uno de los motivos fue el cambio de ancho de tres pies a ancho métrico en el tramo de Palma a Inca, dejando el resto de la línea con ancho antiguo y aislada de la red. Las edificaciones de esta antigua estación alojaron el Museo de Sant Antoni y el Dimoni (trasladado posteriormente a Can Planes) y actualmente aloja el cuartel de la policía local del municipio.
Cuando SFM asumió la explotación de la línea el 27 de diciembre de 2000, no se reaprovechó la antigua estación, dado que el pueblo había crecido y se consideraba preferible que la estación no atravesase calles urbanas. Se construyó, pues, una nueva estación inaugurada en 2001 al reabrir la línea, y situada en la actual calle de Josep Maria Llompart. Sin embargo, a lo largo de los años siguientes se construyeron las rondas de la población, y la ronda sur quedaba interrumpida por el trazado del tren. Por este motivo, se decidió reubicar nuevamente la estación dos calles más al sur, al límite sur del casco urbano, para que la nueva ronda no tuviera que pasar por encima de las vías del tren. La nueva estación se inauguró el 30 de marzo de 2015, y actualmente la abierta en 2001 acoge ahora las dependencias de Protección Civil.
El 12 de febrero de 2002 se produjo en la estación un accidente, cuando un tren de pasajeros no frenó y colisionó contra la topera de hormigón que delimita el final de la vía. La fuerza del impacto fue tal que la máquina arrancó el bloque de hormigón, de quince toneladas, dándole la vuelta. La locomotora quedó destrozada y descarriló mientras que los otros dos vagones quedaron intactos, si bien uno de ellos también descarriló. El accidente se saldó con el balance de seis heridos.
El edificio de viajeros de la estación actual, sin valor arquitectónico alguno, se encuentra a la derecha de la vía. Además de la principal, existe una segunda (derivada) vía que finaliza en toperas al costado del andén, pero sin acceso desde éste, utilizada para apartado de trenes. Una amplia marquesina independiente y bancos de espera se ubican sobre el andén, de 80 m de largo por 4 m de ancho. Dispone de aparcamiento gratuito. El acceso se efectúa tras superar los tornos de entrada (siendo uno ellos para personal PMR) atravesando una estructura que conecta directamente con el andén, ya que el edificio de viajeros suele estar cerrado.
En octubre de 2018 la electrificación llegó a la estación. La nueva estación dispone de tres tornos automáticos de entrada, tras el cual está el aseo adaptado a personal PMR. En las proximidades existen conexiones con autobús a las localidades del entorno.

## Servicios ferroviarios

### Cercanías
La estación forma parte de las líneas de la red de Servicios Ferroviarios de Mallorca siendo la terminal norte de la T2 de SFM. La frecuencia varía entre un tren cada cuarenta minutos a una hora. El servicio se presta con unidades de la serie 81 de SFM, fabricados por CAF.
Algunos servicios no efectúan parada entre Marrachí y Palma. Éstos se prestan con unidades de la serie 91 de SFM, de piso bajo. Estaban pensados para el proyectado tren-tram de Manacor a Artá, pero al descartase el proyecto se usaron para este servicio.
| procedencia/destino | < estación | Línea | estación > | destino/procedencia |
| ------------------- | ---------- | ----- | ---------- | ------------------- |
| Palma de Mallorca   | Muro       |       | Terminal   | Terminal            |